# Roger José de Noronha Silva
Roger José de Noronha Silva, detto Roger (Cantagalo, 23 luglio 1972), è un politico ed ex calciatore brasiliano, di ruolo portiere.

## Caratteristiche tecniche
Giocava come portiere.

## Carriera

### Club
Roger iniziò la carriera da professionista con il Flamengo nel 1991, come riserva di Gilmar.
Mandato in prestito al Vitória nel 1994, e si mise in evidenza in campionato e tornò quindi al Flamengo per ricoprire il ruolo di titolare nell'ultima parte della stagione.
Nel 1997, Roger lasciò il Flamengo e si trasferì al São Paulo, dove fu la riserva di Zetti. Nell'unica partita in cui scese in campionato subì sette reti. Nel 1999 ebbe celebrità dopo che posò nudo, in una serie di scatti erotici, per il numero di ottobre della rivista gay G Magazine, fu il terzo calciatore professionista a farlo, dopo i connazionali Vampeta e Dinei. Lo stesso anno venne ceduto, in prestito, al Vitória e alla Portuguesa e tornò al Morumbi nel 2001.
Dopo quattro anni passati da secondo di Rogério Ceni, passò al Santos a fine 2005, ma il posto da titolare era ancora occupato, questa volta da Fábio Costa.
Verso la fine del 2007, Roger diventò titolare per un breve periodo nel Botafogo, ma un infortunio alla spalla pose fine alla sua carriera a metà 2008.

### Nazionale
Con la Nazionale di calcio del Brasile ha giocato il campionato mondiale di calcio Under-20 1991.

## Dopo il ritiro
Nel 2008, Roger fu eletto aldermanno di Cantagalo con 599 voti, candidato per i Democratici.

## Palmarès

### Club

#### Competizioni nazionali
- Campionato Carioca: 2

Flamengo: 1991, 1996
- Campionato brasiliano: 1

Flamengo: 1992
- Campionato paulista: 4

San Paolo: 1998, 2005, 2006
Santos: 2007
- Torneo Rio-San Paolo: 1

San Paolo: 2001
- Supercampeonato Paulista: 1

San Paolo: 2002
- Taça Rio: 1

Botafogo: 2008

### Competizioni internazionali
- Copa de Oro: 1

Flamengo: 1996
- Coppa Libertadores: 1

San Paolo: 2005